# Moša Pijade

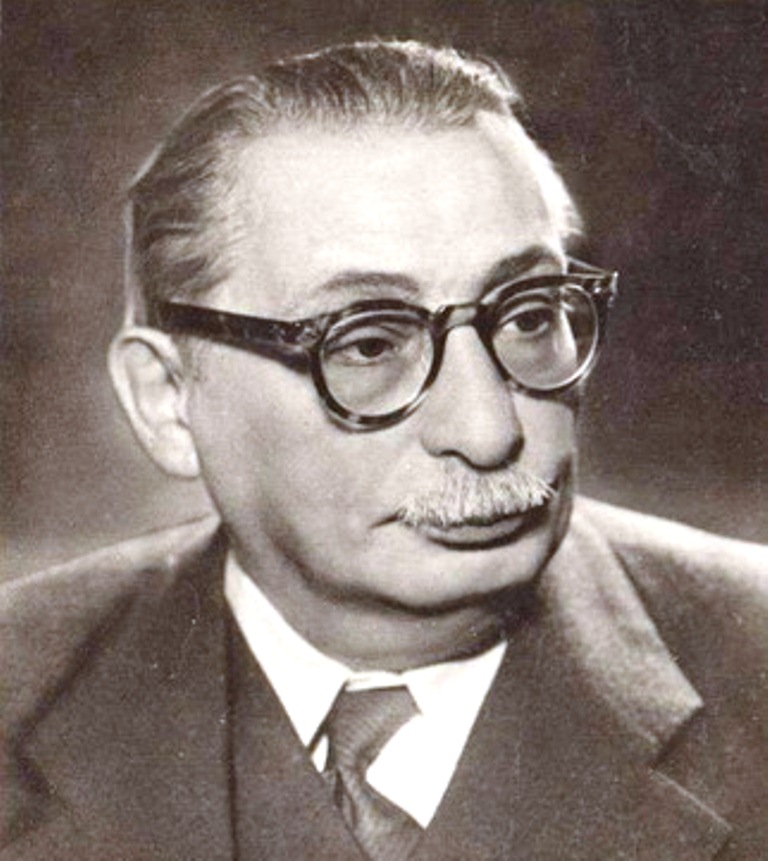
Moša Pijade

Moša Pijade (serbisch-kyrillisch Моша Пијаде; * 4. Januar 1890 in Belgrad, Königreich Serbien; † 15. März 1957 in Paris) war ein führender jugoslawischer Politiker (BdKJ) und enger Vertrauter von Josip Broz Tito.

## Leben

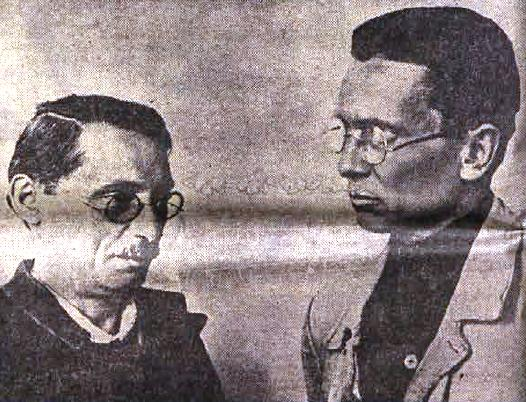
Pijade (links) und Tito (um 1931)

Obwohl Moša Pijade sephardischer Jude war, verstand er sich selbst als Serbe. Von 1906 bis 1910 studierte er Malerei an den Kunstakademien in München und Paris. Von 1913 bis 1915 war er Lehrer in Ohrid. Während des Ersten Weltkrieges war er als Kriegsreporter tätig und vertrat dabei serbische nationalistische Theorien. Nach dem Ersten Weltkrieg schloss er sich der Kommunistischen Partei Jugoslawiens an und wurde zu einer ihrer führenden Persönlichkeiten. Kurzzeitig war er Verleger einiger kommunistischer Zeitschriften. Nachdem die Kommunistische Partei in Jugoslawien verboten worden war, wurde er 1925 verhaftet und war bis 1939 inhaftiert. Im Gefängnis Lepoglava (Kroatien) lernte er Josip Broz Tito kennen. Während seiner Haftzeit übersetzten er und Rodoljub Čolaković mehrere marxistische Klassik-Werke, u. a. Karl Marx’ Kapital und Kommunistisches Manifest ins Serbokroatische. Nach seiner Entlassung zog er sich nach Belgrad zurück, wurde Anfang 1941 neuerlich verhaftet und in ein Lager bei Bileća deportiert, wo er den Beginn des Krieges in Jugoslawien erlebte. Nach seiner Befreiung schloss er sich der Widerstandsbewegung der Partisanen um Tito an.

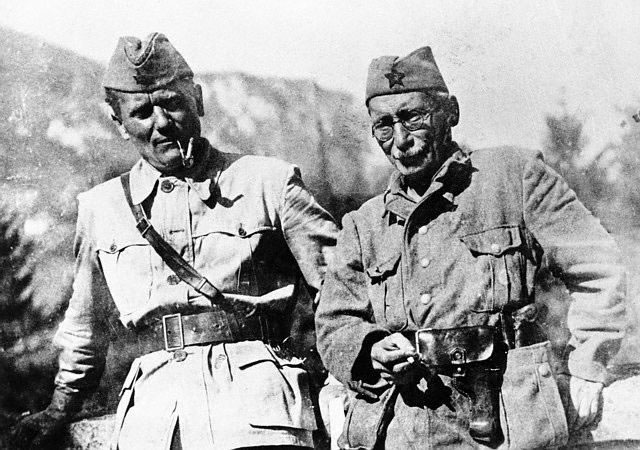
Tito und Pijade (1942)

Während des Zweiten Weltkriegs gehörte er zum engsten Beraterstab der Partisanen um Marschall Tito und war Mitglied des Zentralkomitees und des Politbüros der KPJ. In Montenegro wurde er Befehlshaber der dortigen Partisanen und ging dabei schonungslos gegen die dortigen Tschetniks und deren Familien vor, weswegen sich die KPJ genötigt sah, ihn von diesem Posten wieder abzuziehen. Mittlerweile sind nach dem Zerfall Jugoslawiens im Archiv der Staatsgemeinschaft Serbien und Montenegro auch Dokumente im Nachlass von Moše Pijade aufgetaucht, die eine Liste der „Konzentrationslager für die deutsche Bevölkerung“ enthalten. Ob Moše Pijade ursächlich mit den Konzentrationslagern in Zusammenhang stand, kann jedoch nicht als bewiesen betrachtet werden.

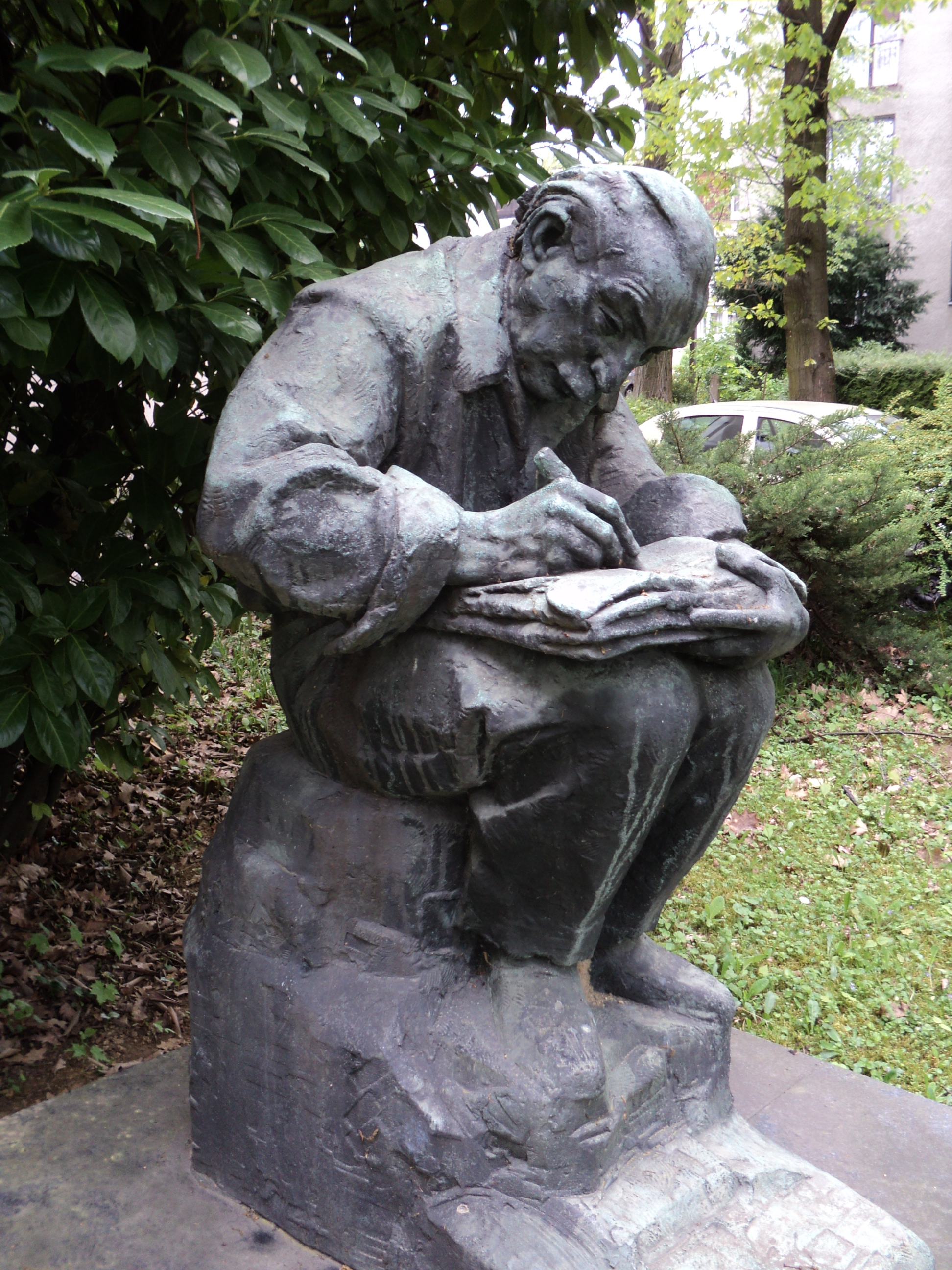
Statue von Antun Augustinčić in Zagreb

Im sozialistischen Jugoslawien erhielt Moše Pijade den Orden des Volkshelden verliehen.
Ab 1945 war er Mitglied des Politbüros der KPJ und zugleich Stellvertretender Vorsitzender des Präsidiums der Skupština. 1953–54 war er einer von vier Vizepräsidenten des Bundesexekutivrates. Dort schied er am 30. Januar 1954 aus, um Präsident des Parlaments (Skupština) zu werden.
Neben seinen politischen Tätigkeiten trat er auch als Künstler, Kunstkritiker, Übersetzer und Publizist in Erscheinung.
Moše Pijade entwarf 1942 die Idee einer autonomen serbischen Krajina in Kroatien, um den dortigen Serben Schutz vor Verfolgungen zu gewährleisten. Dieser Vorschlag wurde von der KPJ abgelehnt. Stattdessen wurden die Serben Kroatiens zum zweiten Staatsvolk nach dem der Kroaten (dieser Status wurde 1991 von Franjo Tuđman aufgehoben).
1943 gründete er Tanjug, die nationale Presseagentur Jugoslawiens, heute Serbiens.